# Фурман, Николай Корнеевич
Никола́й Корне́евич Фу́рман  (16 октября 1915 рода, Подольская губерния  — ???)  советский партийный деятель, 2-й секретарь Винницкого обкома КП Украины. Депутат Верховного Совета УССР 5, 7 и 8-го созывов. Член Ревизионной комиссии КП Украины (1966—1976).

## Биография
Родился 16 октября 1915 года в Подольской губернии. После окончания Одесского педагогического института работал до начала войны 1941 года директором школы в селе Дзыговка Ямпольского района Винницкой области. Был эвакуирован в восточные районы СССР.
Член ВКП(б) с 1941 года.
После возвращения из эвакуации в 1944—1948 годы — 2-й секретарь, в 1948—1950 — 1-й секретарь Тростянецкого районного комитета КП(б)У, в 1950—1951 — 1-й секретарь Тульчинского районного комитета КП(б)У (Винницкая область).
В 1951—1952 годы — секретарь Винницкого областного комитета КП(б)У, в 1952—1953 — заместитель председателя Винницкого облисполкома.
С 1953 года — 2-й секретарь, с ноября 1954 — секретарь Винницкого областного комитета КПУ; 1-й секретарь Винницкого городского комитета КПУ.
С января 1963 года — секретарь Винницкого сельского областного комитета КПУ, с декабря 1964 — секретарь, с января 1966 по 1973 год — 2-й секретарь Винницкого областного комитета КПУ.
В 1973—1975 годы — председатель Винницкого областного комитета народного контроля.
Депутат Верховного Совета УССР 5, 7 и 8-го созывов. Член Ревизионной комиссии КП Украины (1966—1976).

## Награды
- Орден "Знак Почета"
- Почетная Грамота Президиума Верховного Совета Украинской ССР.

### Семья
- Внук — А. Ю. Фурман, председатель Винницкой областной организации партии «Свобода».